# Самовіче
Самовіче (пол. Samowicze) — село в Польщі, у гміні Тереспіль Більського повіту Люблінського воєводства. Населення — 206 осіб (2011).

## Історія
За даними етнографічної експедиції 1869—1870 років під керівництвом Павла Чубинського, у селі проживали лише греко-католики, які розмовляли українською мовою.
У 1975—1998 роках село належало до Білопідляського воєводства.

## Демографія
Демографічна структура станом на 31 березня 2011 року:
|          | Загалом | Допрацездатний вік | Працездатний вік | Постпрацездатний вік |
| -------- | ------- | ------------------ | ---------------- | -------------------- |
| Чоловіки | 106     | 22                 | 70               | 14                   |
| Жінки    | 100     | 19                 | 49               | 32                   |
| Разом    | 206     | 41                 | 119              | 46                   |